# Fritz Wiesmann
Fritz Wiesmann (* 14. Dezember 1907; † 1994) war ein Schweizer Apotheker und Orchesterleiter.
Wiesmann besuchte in Feuerthalen die Primarschule. Er promovierte 1935 an der Eidgenössischen Technischen Hochschule Zürich zum Dr. sc. nat. mit Untersuchungen über die Trocknung der Schwarzen Tollkirsche und des Gemeinen Stechapfels. Er arbeitete danach als Apotheker und war unter anderem Fachgruppen-Delegierter der Schweizerischen Naturforschenden Gesellschaft.
1934 gründete Wiesmann, „nachdem er bereits als Kantonsschüler und Student immer wieder Kollegen und Kommilitonen zum gemeinsamen Musizieren zusammengetrommelt hatte“, das Schaffhauser Kammerorchester, das über Jahrzehnte zu einem der „traditionsreichsten Kulturinstitutionen in der Region Schaffhausen“ wurde. Unter anderem komponierte er zwei Sonaten für Violine und Klavier.
Fritz Wiesmann war der Vater des Liedermachers Dieter Wiesmann.

## Veröffentlichungen (Auswahl)
- Untersuchungen über die Trocknung der Blätter und Stengel von Atropa Belladonna L. und Datura Stramonium L. Naturwissenschaftliche Dissertation, E. T. H. Zürich 1935; Diessenhofen 1935. OCLC 246746825
- Kapillaranalytische Untersuchung der Compressi laxantes Ph. H. V. In: Pharmaceutica Acta Helvetiae, 1939, Nr. 7/8. OCLC 72666290

Referat in: Chemisches Zentralblatt, Band 111, 1940, S. 1077.
- Sonate Nr. 2 für Violine und Klavier. Partitur in A-Dur. Basel: Kneusslin, 1981. OCLC 21832760
- Sonate Nr. 1 für Violine und Klavier. Partitur in a-Moll. Basel: Kneusslin, 1982. OCLC 24084414